# 130 Puppis
130 Puppis (y² Puppis) é uma estrela na direção da Puppis. Possui uma ascensão reta de 07h 36m 43.93s e uma declinação de −48° 49′ 48.6″. Sua magnitude aparente é igual a 5.69. Considerando sua distância de 497 anos-luz em relação à Terra, sua magnitude absoluta é igual a −0.23. Pertence à classe espectral B9V.